# Maretz
Maretz é uma comuna francesa na região administrativa de Altos da França, no departamento do Norte. Estende-se por uma área de 11.28 km². Em 2010 a comuna tinha 1 466 habitantes (densidade: 130 hab./km²).